# Louis Masson
Pour les articles homonymes, voir Louis Masson (officier) et Masson.
Louis Masson, né le 25 janvier 1876 à Lille (Nord) et décédé le 31 mars 1942 dans la même ville, est un homme politique français.

## Biographie
Président du groupement syndical des typos et imprimeurs, il est conseiller municipal puis adjoint au maire de Lille, il est conseiller général du Nord de 1925 à 1940. Il est député de la 3e circonscription de Lille de 1936 à 1940. Le 10 juillet 1940, il ne prend pas part au vote des pleins pouvoirs au maréchal Pétain. À sa deuxième majorité ,il composa sa célèbre mélodie (reprise désormais par nombre de personnes, en particulier sur l'application Youtube) qu'il nomma "New Piano". Cette mélodie exprimant la joie ressentie par son compositeur au moment où celui ci reçu un nouveau piano. Malheureusement les problèmes de santé qu'il rencontra l'empêcherent de finir cette composition qui demeure désormais œuvre de réinterprétation par les artistes en herbe.

## Sources
- « Louis Masson », dans le Dictionnaire des parlementaires français (1889-1940), sous la direction de Jean Jolly, PUF, 1960 [détail de l’édition]